# اتحادیه باشگاه‌های فوتبال اروپا
اتحادیه باشگاه‌های فوتبال اروپا (به انگلیسی: (European Club Association) (مخفف:ECA) سازمانی فوتبالی در اروپا می‌باشد.

## تاریخچه
پس از فروپاشی گروه ۱۴ در سال ۲۰۰۸، باشگاه‌های فوتبال اروپایی اتحادیه‌ای متشکل از ۲۰۱ تیم از ۵۱ کشور تشکیل دادند. رئیس این اتحادیه  ناصر الخلیفی می‌باشد.

## اعضای بنیانگذار
شانزده باشگاه، از بنیانگذاران اصلی این اتحادیه به شمار می‌آیند:
| بلژیک - اندرلشت کرواسی - دینامو زاگرب دانمارک - کپنهاگن انگلستان - چلسی - منچستر یونایتد | فرانسه - لیون آلمان - بایرن مونیخ یونان - المپیاکوس | ایتالیا - یوونتوس - آ.ث. میلان مالت - Birkirkara هلند - آژاکس | پرتغال - پورتو اسکاتلند - رنجرز اسپانیا - بارسلونا - رئال مادرید |